# Butanoate
Ne doit pas être confondu avec Acide butyrique.
Un butanoate, ou butyrate, est un sel ou un ester de l'acide butanoïque, aussi appelé acide butyrique (un acide carboxylique).
Il est produit dans le côlon via la fermentation des fibres alimentaires, par certaines bactéries du microbiote, dont notamment les Firmicutes. Sa production, nécessaire à la santé intestinale (dont il est l'un des biomarqueurs), dépend fortement d'un apport régulier et suffisant en fibres fermentescibles (légumes, légumineuses, céréales complètes).

## Formule type
L'anion butanoate est la base conjuguée de l'acide butanoïque. C'est un acide gras volatil (à chaîne courte) dont la formule chimique est CH3CH2CH2-COO−.

## Fonctions
Les butyrates (ou butanoates) jouent un rôle fondamental pour la santé intestinale et digestive, notamment car ils sont la principale source d’énergie des colonocytes (cellules de la muqueuse du côlon). Via cette fonction énergétique ils renforcent la barrière intestinale et son fonctionnement, limitant sa perméabilité et améliorant le contrôle du passage de toxines et d'autres molécules dans la circulation sanguine.
Le butyrate a aussi un rôle anti-inflammatoire, et il contribue à l’équilibre du microbiote, ainsi qu'à la régulation de l’immunité intestinale.
Selon Ostojic (2021), Peng et al. (2009), Cushing et al. (2015),Gao et al. (2009) un nombre croissant d'indices et de résultats apportés par des études sur le modèle animal et sur l'Homme, laisse penser que l'eau enrichie en hydrogène pourrait être utilisée comme boisson thérapeutique utile pour le microbiote intestinal, en lui apportant de l'hydrogène gazeux bioactif, qui semble réguler positivement la flore intestinale bactérienne productrice de butyrate

## Exemples
Sels
- Butanoate de sodium

Esters
- Butanoate de méthyle
- Butanoate d'éthyle
- Butanoate de propyle
- Butanoate de butyle
- Butanoate de 3-méthylbutyle
- Butanoate d'hexyle
- Butanoate de pentyle